# 布蘭登·布魯默
布蘭登·布魯默出生於1986年8月8日，現居香港。布蘭登是一位美國企業家、行政人員及投资者，亦是開發分散式賬本EOS.IO（页面存档备份，存于）的科技公司Block One（页面存档备份，存于）的首席執行官。

## 早期生活
布蘭登出生及成長於錫達拉皮茲。 布蘭登15歲時開發了一個用以销售多人在线游戏上的虚拟资产的網站Gamecliff（通常稱為GaMeCliff），網站上展示了包括魔兽世界及無盡的任務等遊戲的角色﹑武器和房屋等。

## 职业生涯
2005年，布蘭登的網站Gamecliff被IGE收購。 IGE亦轉移其總部至香港以領導Gamecliff的營運。
2007年，布蘭登成立Accounts.net，該公司專門销售多人在线游戏內的角色。
2010年，布蘭登創立了一個為亞洲 房地产经纪而設的数据共享平台Okay.com（页面存档备份，存于）， 该公司後來與房地產公司Asia Pacific Properties合併。
2013年，布蘭登成立了一家致力於印度房地產上市的創業公司ii5。
2016年，布蘭登認識了程序員丹尼尔·拉里默。
2017年3月，布蘭登與丹尼尔·拉里默共同成立了專注從事高性区块链技术的开放源码软件出版公司Block.One。同年5月，布蘭登與丹尼尔宣布他們的第一個項目EOS.IO 。外界批評Block.One為期一年的EOS首次代幣發行所幕集的大量資金是不必要的。
2018年2月，他被福布斯評定為"虛擬貨幣上最有錢的人"。
2019年2月，布蘭登獲邀出席慕尼黑安全會議，發表區塊鏈如何改變金融、政府、及安全政策的演說。

## 外部連結
布蘭登·布魯默Twitter（页面存档备份，存于）